# Vysočina (Ort)
Vysočina ist eine Gemeinde im Okres Chrudim, Tschechien. Zum 31. Dezember 2008 lebten hier 698 Einwohner.

## Geographie

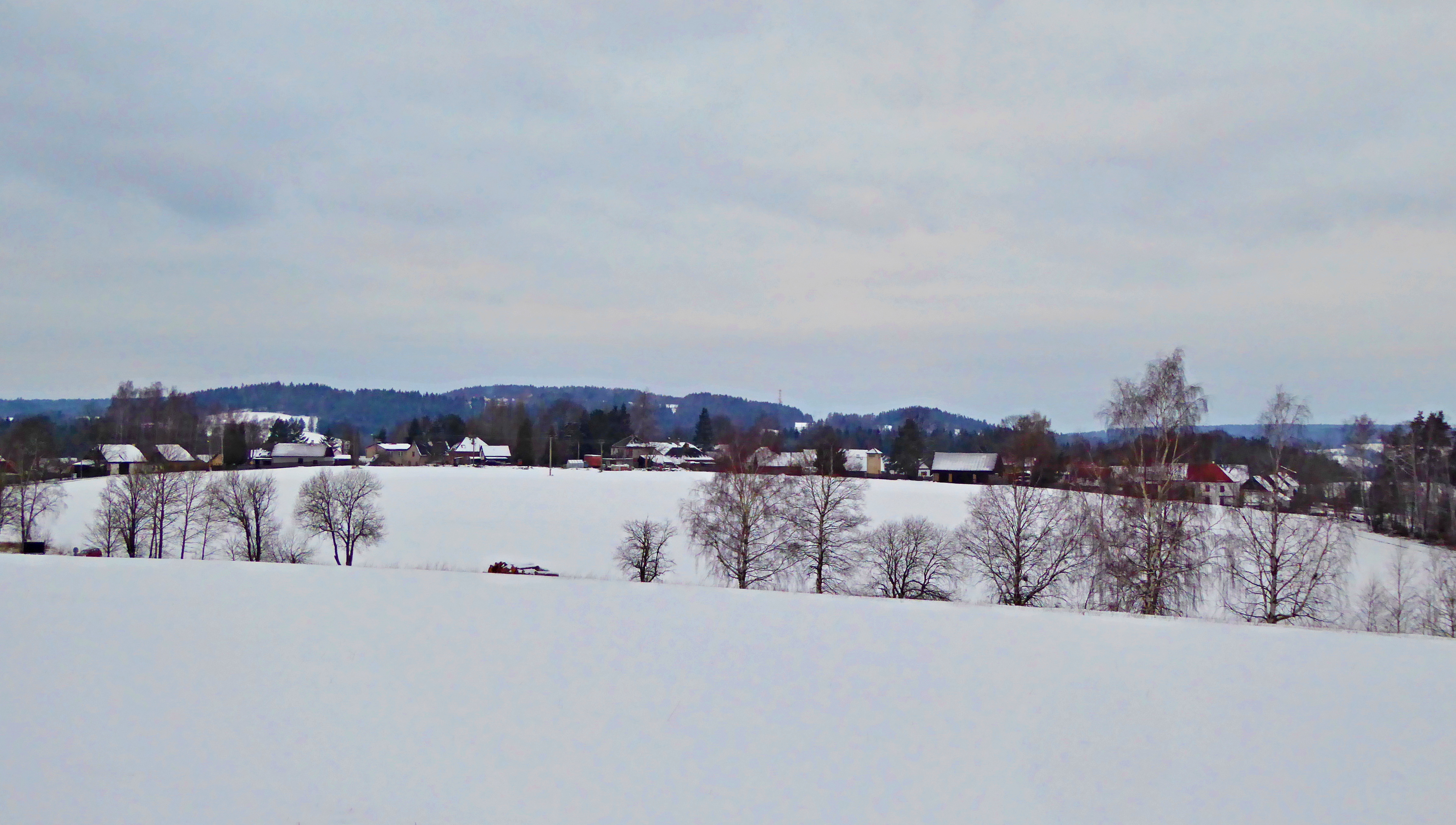
Ortsteil Dřevíkov

Vysočina liegt am Fluss Chrudimka zwischen Trhová Kamenice und Hlinsko auf der böhmisch-mährischen Höhe, an der Grenze zwischen dem Eisengebirge und den Saarer Bergen. Durch den Ort verläuft die Straße II/343.

## Geschichte
Die älteste Erwähnung des Ortes Sankt Niklas war um 1350.
Rwatschow war Anfang des 19. Jahrhunderts zu Kamnitz eingepfarrt. Es gab 1837 dort 31 Häuser mit 230 Einwohnern und eine Schule.
Die Allodialgüter Freihammer und Drschewikau wurden 1801 von Johann Norbert Maria von Pötting und Persing an Franz Xaver Pfundheller verkauft.

## Sehenswürdigkeiten
- Freilichtmuseum Veselý Kopec
- Jüdischer Friedhof in Dřevíkov

## Gemeindegliederung
Zur Gemeinde gehören die Ortsteile:
- Dřevíkov (Drschewikau)
- Možděnice (Moschdienitz)
- Petrkov 1. díl (Peterkau 1. Teil)
- Rváčov (Rwatschow)
- Svatý Mikuláš (Sankt Niklas)
- Svobodné Hamry (Freihammer)
- Veselý Kopec (Wesely Kopetz)